# Marrubiu
Marrubiu es una localidad italiana de la provincia de Oristán, región de Cerdeña,  con 4.999 habitantes.

## Evolución demográfica
| Gráfica de evolución demográfica de Marrubiu entre 1861 y 2001 |
|                                                                |
| Fuente ISTAT - elaboración gráfica de Wikipedia                |